# Rudme Station
Rudme Station er en station på Svendborgbanen, og ligger i Rudme på Midtfyn. Oprindelig skulle stationen have heddet Volstrup efter den nærliggende by, men navnet blev ændret kort før åbningen.
Stationsbygningen fra 1876 blev revet ned omkring 2004-2005. I 2009 blev det overvejet at nedlægge stationen helt på grund af mangel på passagerer.